# Ester Sokler
Ester Sokler (* 6. April 1999) ist ein slowenischer Fußballspieler, der beim FC Aberdeen in der Scottish Premiership unter Vertrag steht.

## Karriere

### Verein
Ester Sokler begann seine Karriere beim NK Krško. Er wurde 2016 im Alter von 17 Jahren in die erste Mannschaft berufen und gab sein Debüt in der Slovenska Nogometna Liga am 26. November 2016 bei einer 0:4-Niederlage gegen NK Maribor. Ab der Saison 2018/19 kam er regelmäßig für seinen Jugendverein zum Einsatz. In der Spielzeit, in der er sich durchsetzen konnte, stieg der Verein nach dem erstmaligen Aufstieg 2016 in die zweite Liga ab. Nach der folgenden Zweitligasaison wechselte Sokler im Juli 2020 zum Ligakonkurrenten NK Brežice 1919. Bis zum Jahresende gelangen ihm sechs Tore in elf Spielen, woraufhin er im Januar 2011 vom Erstligisten und amtierenden Meister NK Celje verpflichtet wurde.
Nach zwei Spielzeiten bei Celje und 9 Toren 44 Ligaspielen schloss sich Sokler im Juli 2022 NK Radomlje an. In seiner ersten Saison mit Radomlje erzielte er in 30 Spielen 10 Tore und belegte damit den achten Platz in der Torjägerliste der Liga.
Am 16. Juni 2023 wechselte Sokler für eine nicht genannte Ablösesumme zum schottischen Erstligisten FC Aberdeen und unterzeichnete einen Dreijahresvertrag mit den „Dons“.

### Nationalmannschaft
Ester Sokler spielte für Slowenien von der U17- bis zur U21-Altersklasse.